# Полк Сити (Флорида)
Полк Сити (енгл. Polk City) град је у америчкој савезној држави Флорида. По попису становништва из 2010. у њему је живело 1.562 становника.

## Демографија
Према попису становништва из 2010. у граду је живело 1.562 становника, што је 46 (3,0%) становника више него 2000. године.
| Група             | 2000.         | 2010.         |
| Белци             | 1.337 (88,2%) | 1.323 (84,7%) |
| Афроамериканци    | 29 (1,9%)     | 16 (1,0%)     |
| Азијати           | 6 (0,4%)      | 9 (0,6%)      |
| Хиспаноамериканци | 123 (8,1%)    | 189 (12,1%)   |
| Укупно            | 1.516         | 1.562         |